# Power Balance

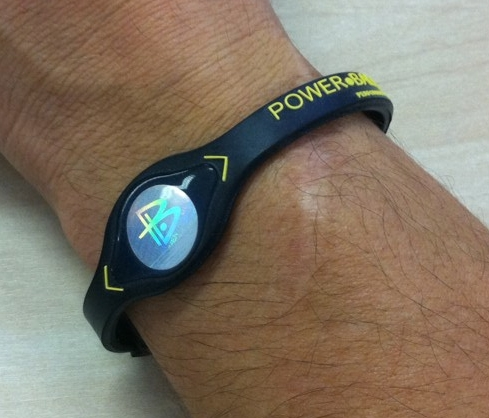
Браслет Power Balance

Power Balance — марка силиконового браслета с голографическим диском.
С 2007 года производитель позиционировал браслет как «энергетическую технологию вложенных волн». К концу 2011 года рекламная кампания Power Balance подверглась публичной критике. Утверждения о медицинской эффективности продукта без доказательной базы многими экспертами были восприняты негативно. Независимые исследования не выявили медицинской эффективности браслета.
В 2010 году производителю был выдвинут судебный иск от австралийской государственной комиссии (ACCC). Компания отказалась от первоначальной рекламы продукта как медицинской инновации. В своём обращении к клиентам она признала, что увеличение браслетом таких свойств, как сила, энергия, гибкость, основывается на неофициальных данных. В качестве компенсации каждому покупателю, не удовлетворенному приобретенным браслетом, компания обязывалась возместить полную стоимость покупки.
С ноября 2012 года бренд не является собственностью Power Balance Technologies Inc.

## Описание действия от производителя
До 2011 года в рекламной кампании Power Balance говорилось об использовании голографической технологии, взаимодействующей с «природным энергетическим полем человека». Согласно описанию на сайте производителя, голограмма «содержала особый заряд, способный оптимизировать работу энергетического поля человека». Использование браслета должно, якобы, повышать силу, равновесие и гибкость за счёт вложенных в голограмму волн, которую в рекламных материалах производитель представляет как научную технологию.

## Критика
Рост спроса и внимание к бренду спровоцировали ряд независимых исследований. Строго научной обоснованности рекламная кампания бренда в 2010 году не получила. В заключениях тестирования указывалось, что эффективность применения браслета не превышает плацебо. Производитель вначале отказывался убрать медицинские утверждения из своей рекламной кампании, однако конструктивная критика и научные исследования повлияли на всю дальнейшую деятельность бренда. Выводы доказательной медицины и обвинения в «противоречивой рекламе, схожей с аферой» заставили компанию признать свою рекламу заведомо ложной. Производитель опубликовал официальное заявление о необоснованном использовании в рекламе научной терминологии.
Сторонниками производителя выступили в первую очередь спортивные знаменитости из НБА, НФЛ, НХЛ. В своих комментариях спортсмены указывали, что суматоха вокруг рекламы бренда не влияет на их симпатии к самим браслетам. По словам спортсменов, сотрудничающих с производителем, тренировки и матчи они проводят в браслетах с логотипами своих команд.

## Power Balance сегодня
После реорганизации бренда в новую корпорацию в 2012 году производство браслетов сосредоточено на изготовлении спортивных кап и браслетов. Последние представлены на рынке как спортивные аксессуары, суть работы которых базируется на принципах восточной философии, медитации. Продукция производителя пользуется популярностью в интернете, в странах Восточной Европы и Соединённых Штатах. Компания сотрудничает со спортивными звёздами MLB, NBA и др.
Это только аксессуар.